# Bombays sju öar

De ursprungliga öarna.

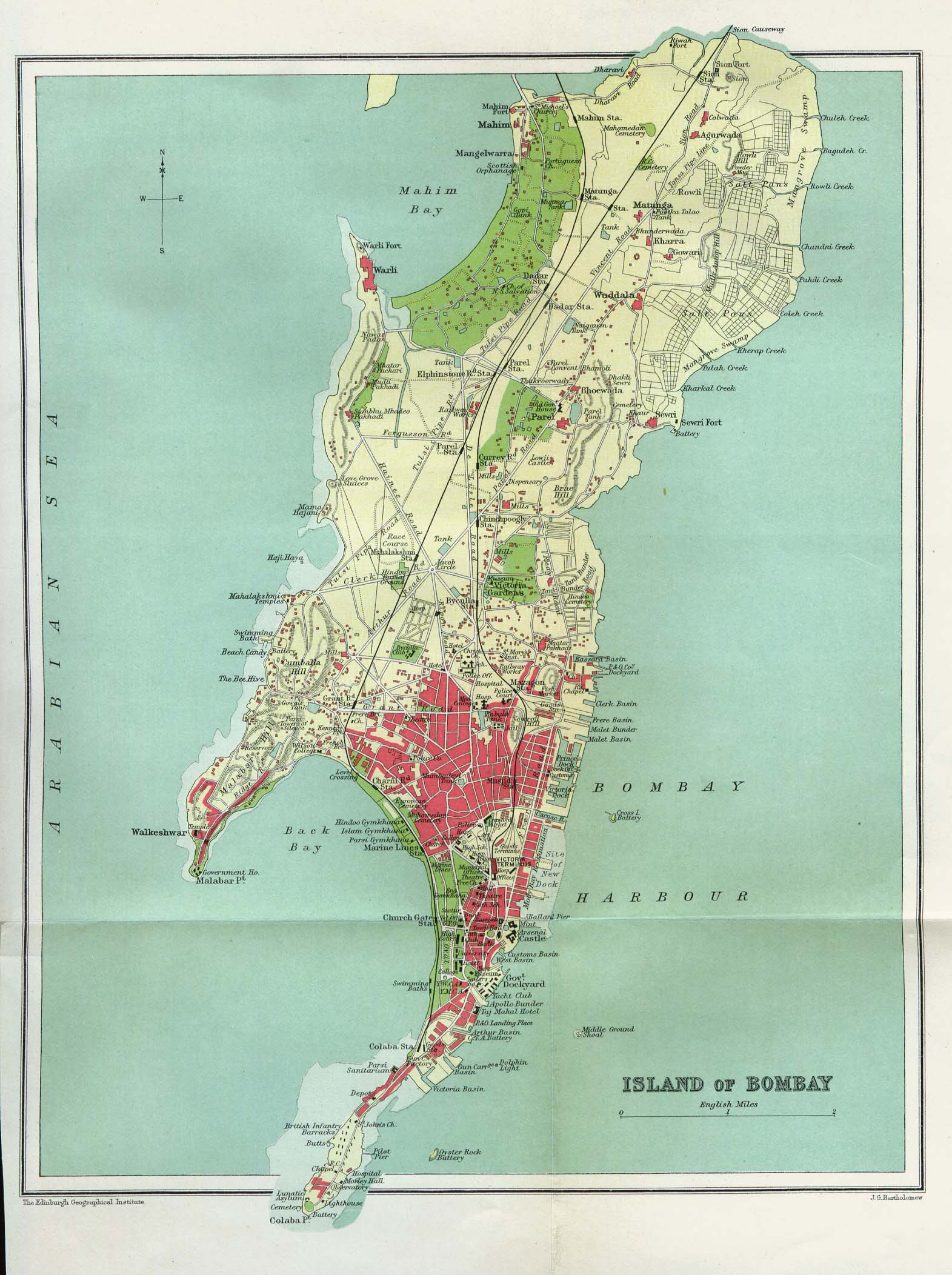
Bombay 1909, före sammanslagningen med Salsetteön.

Bombay 2009

De centrala delarna den indiska staden Bombay (Mumbai) bestod ursprungligen av sju mindre öar:
1. Bombay
2. Colaba
3. Old Woman's Island eller Lilla Colaba
4. Mahim
5. Mazagaon
6. Parel
7. Worli

Öarna sammanfogades genom uppdämning på order av den brittiske guvernören William Hornby 1782–1784. Under tidigt 1900-tal fylldes kanalerna mot Salsetteön igen, och Bombay och Trombay sammanfogades med Salsetteön. Trombay och Salsette utgör idag en del av mångmiljonstadens förorter.
De fem öar som återstår idag är: 
1. Gharapuri eller Elephanta Island (med Elephantagrottorna)
2. Jawahar Dweep eller Butcher Island
3. Middle Ground Coastal Battery
4. Oyster Rock
5. East Ground